# Höfgen (Grimma)
Höfgen ist eine Ortschaft und ein Ortsteil der Großen Kreisstadt Grimma im Landkreis Leipzig in Sachsen. Die einstige Gemeinde Höfgen mit ihren Ortsteilen Kaditzsch, Schkortitz und Naundorf wurde am 1. Januar 1994 eingemeindet. Seitdem bilden die vier Orte die Ortschaft Höfgen der Großen Kreisstadt Grimma.

## Geographie

### Geographische Lage und Verkehr

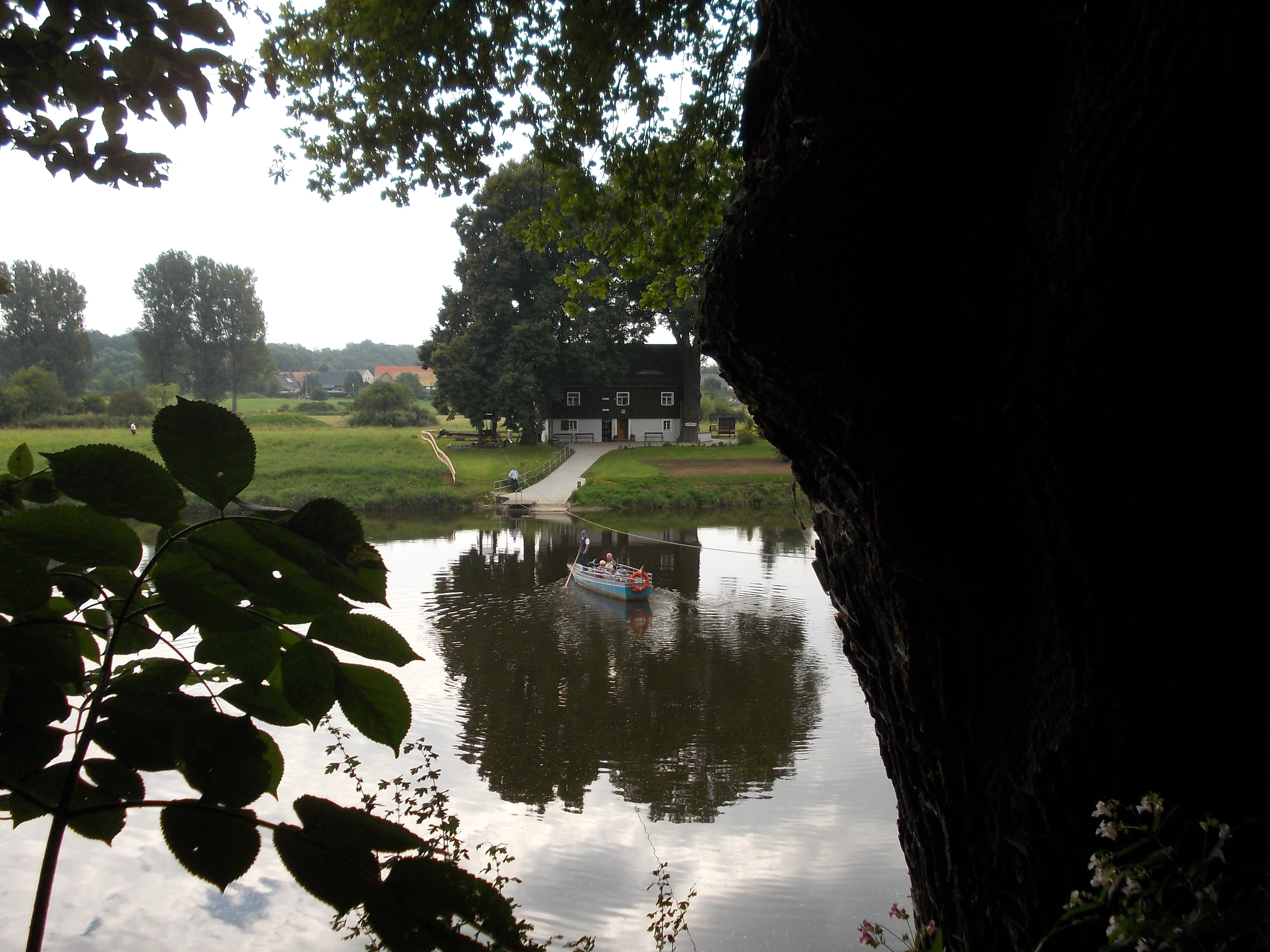
Gierseilfähre Höfgen–Nimbschen mit Fährhaus Höfgen

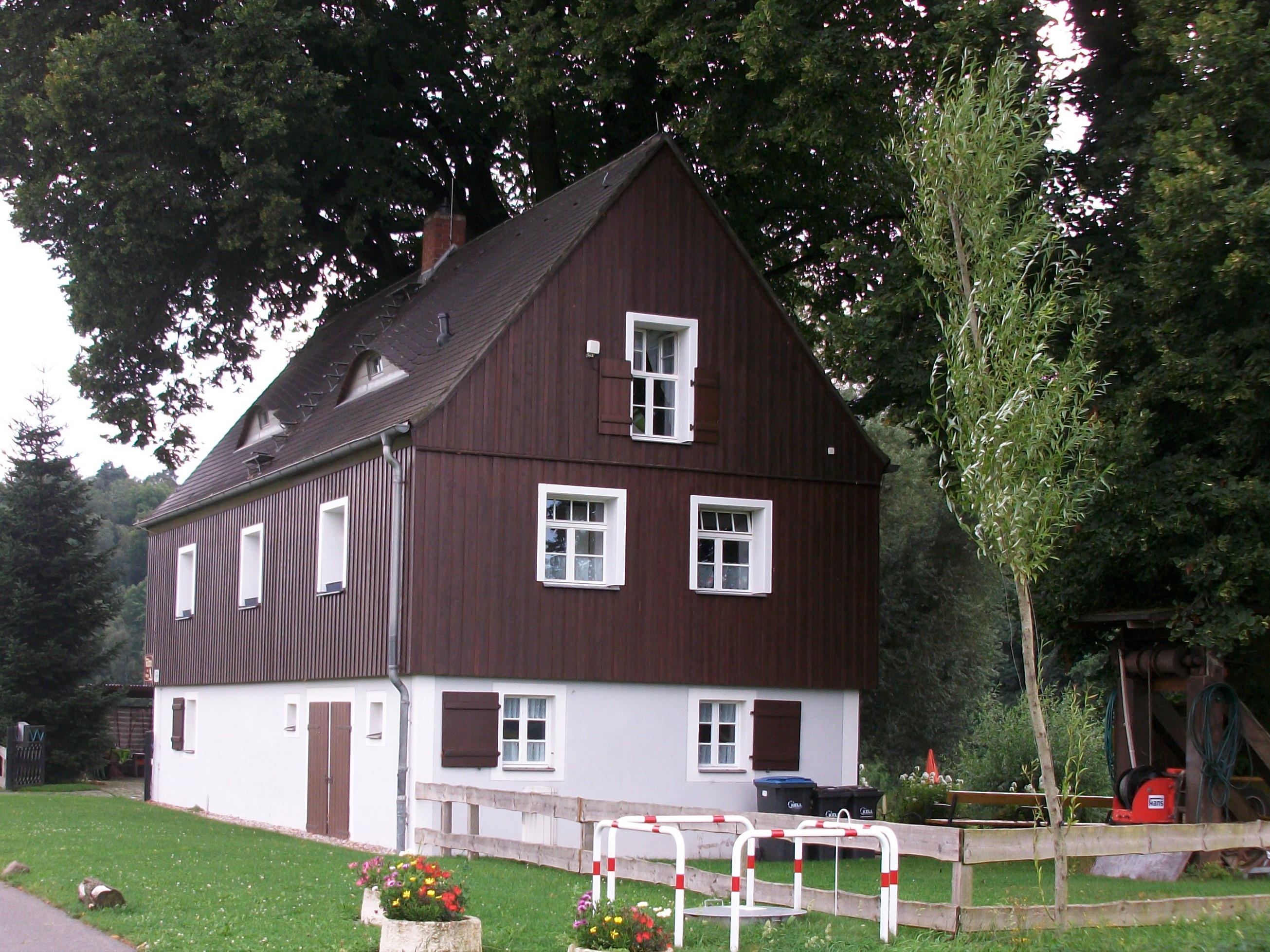
Fährhaus Höfgen

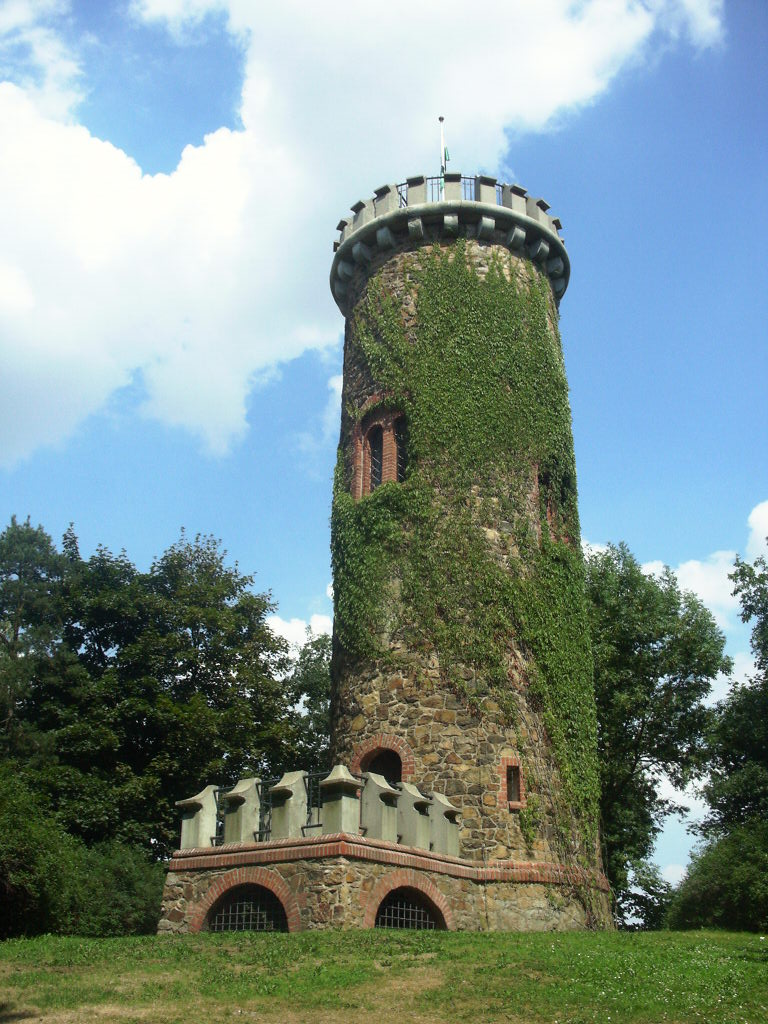
Bismarckturm Grimma

Höfgen befindet sich südöstlich der Kernstadt von Grimma am Ostufer der Mulde. Über diese ist Höfgen mittels einer Gierseilfähre mit dem Nachbarort Nimbschen am westlichen Muldenufer verbunden. Der durch den Ort fließende Tannickenbach mündet nördlich von Höfgen bei der Schiffmühle in die Mulde. Nördlich der Schiffmühle befindet sich, bereits in Kaditzscher Flur, der Jutta-Park mit dem Bismarckturm.

### Nachbarorte
|                       | Kaditzsch                                   |                      |
| Nimbschen (zu Grimma) | Kompassrose, die auf Nachbargemeinden zeigt | Schkortitz           |
|                       | Schaddel, Kleinbothen                       | Förstgen, Keiselwitz |

## Geschichte

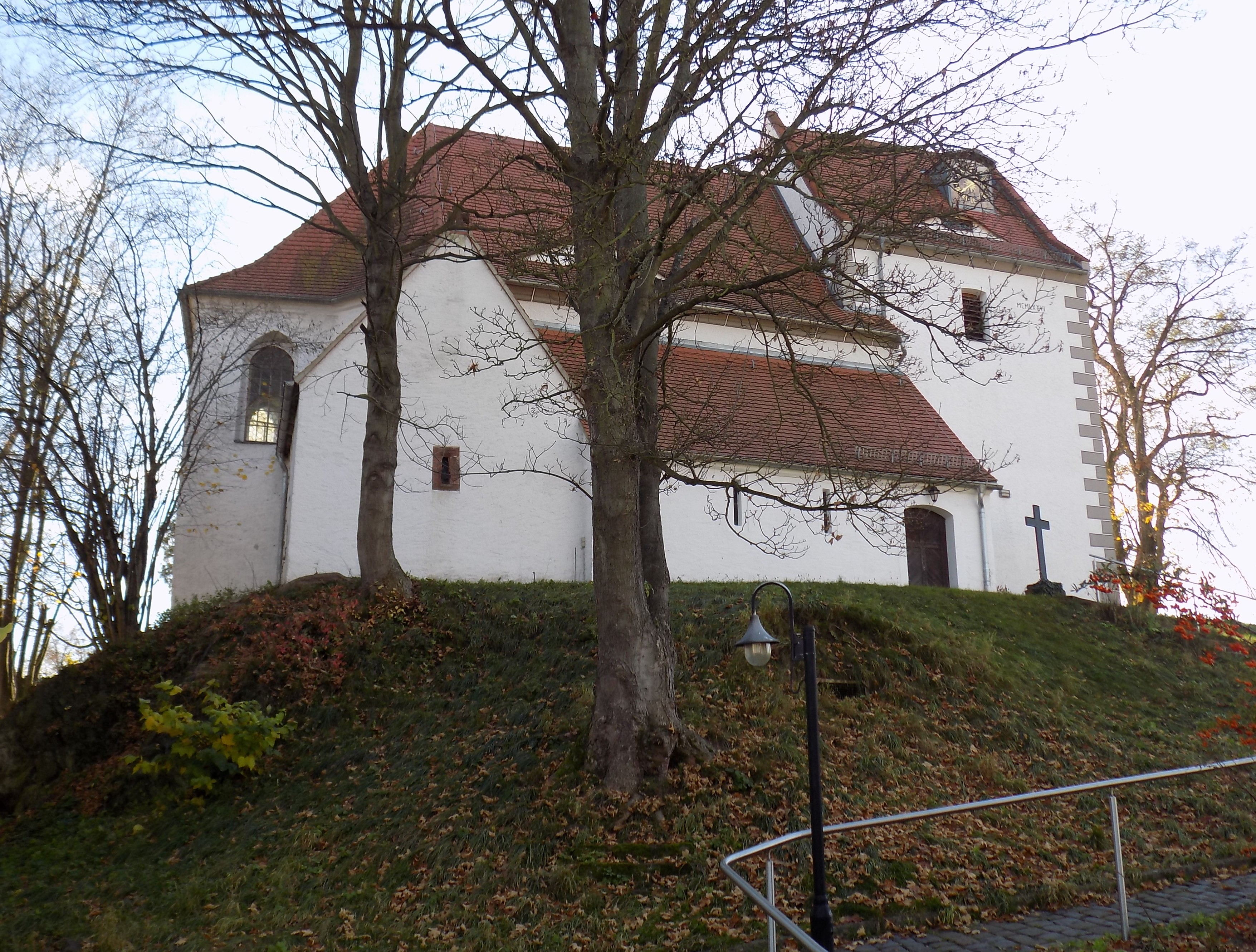
Wehrkirche Höfgen

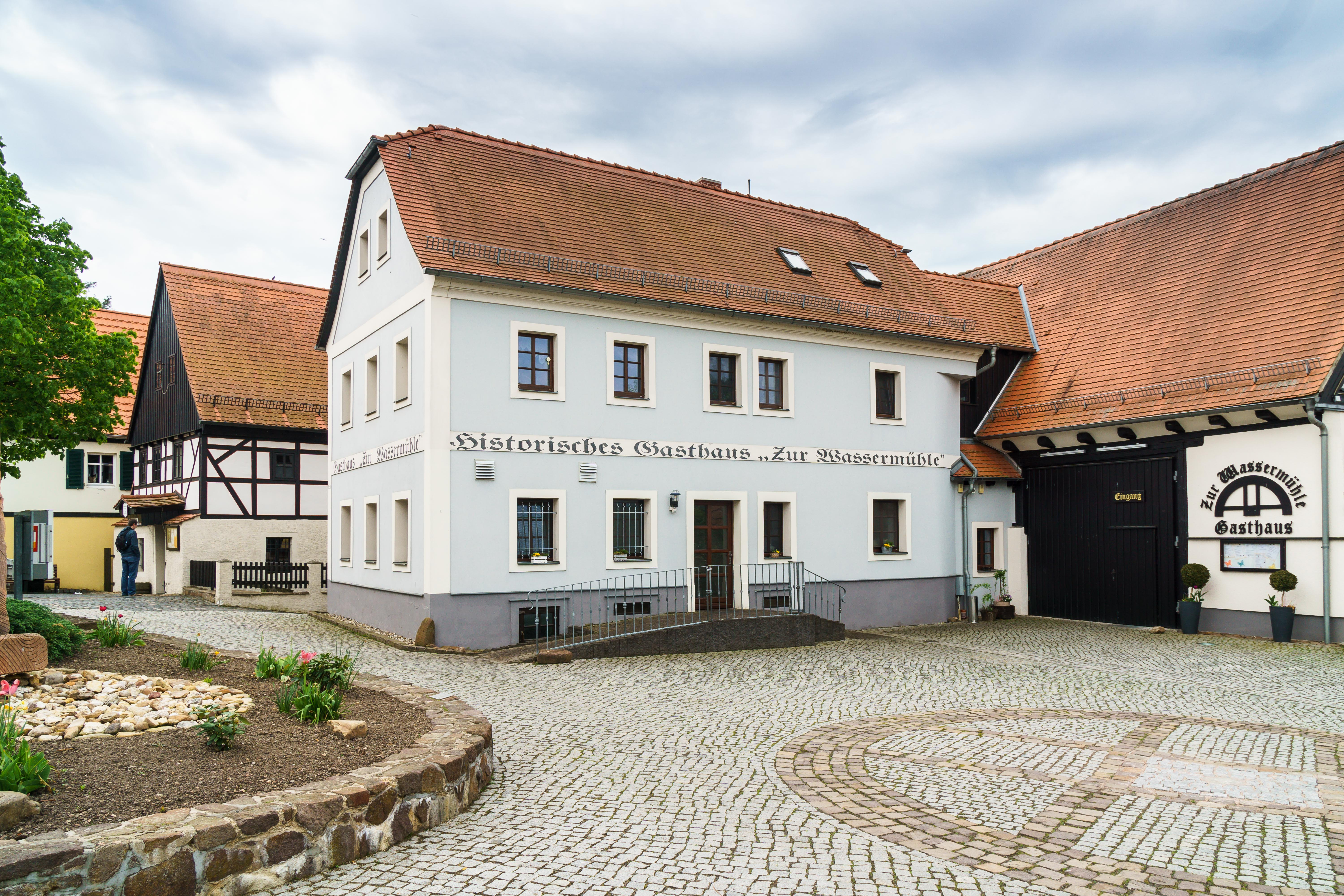
Höfgen, Gasthaus „Zur Wassermühle“

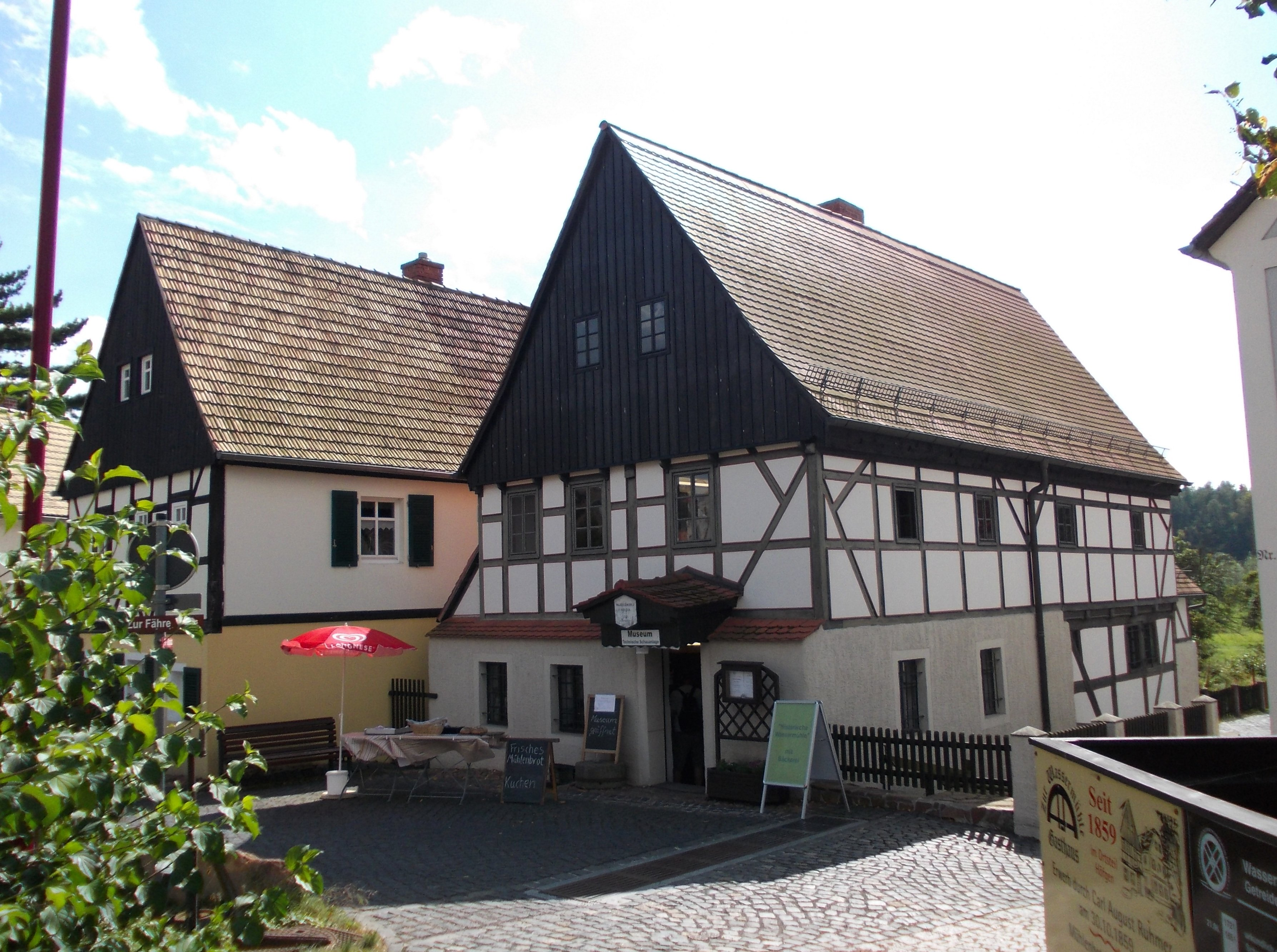
Höfgen, Wassermühle

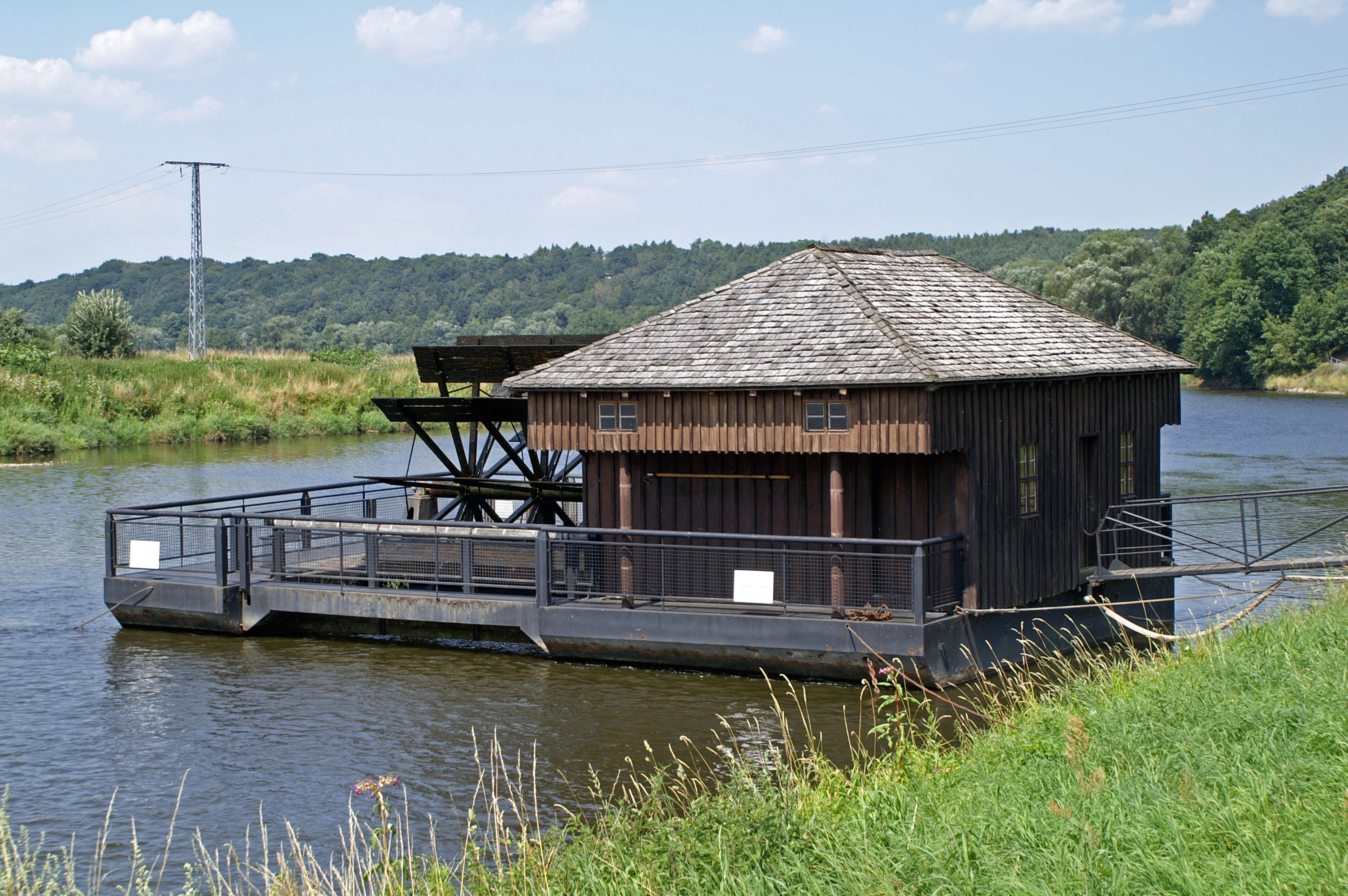
Höfgen, Schiffmühle

Die ältesten Zeugen der Besiedlung von Höfgen sind zwei Wallburgen, deren wenige Überreste heute unter Denkmalschutz stehen. Eine erste hölzerne Kapelle wird um 1100 sowie ein kleiner romanischer Steinbau um 1250 angenommen. Die erste urkundliche Erwähnung des Rundweilers Höfgen erfolgte 1275 als villa que Hove vulgariter nuncupatur in einem Dokument über den Verkauf des Patronatsrechts von Ritter Heinrich von Rydeburch an das Kloster Nimbschen. Ab 1353 gingen auf Verfügung des Bischofs von Meißen alle Einkünfte und Abgaben an das Kloster. Um 1450 wurde die Kapelle zur Kirche erweitert und der 16 m hohe Turm angebaut, wodurch die Wehrkirche Höfgen ihr heutiges Aussehen erhielt.
Infolge der Reformation wurde die Kirche von Höfgen im Jahr 1525 evangelisch und löste sich anschließend vom Zisterzienserinnen-Kloster Nimbschen, welches infolge der Einführung der Reformation und der Säkularisation als geistliches Institut im Jahr 1536 aufgelöst wurde. Anschließend wurde der Wirtschaftsbetrieb und die dazugehörigen Besitzungen vorerst von dem Klosterverwalter fortgeführt, bis im Jahr 1542 der Kurfürst Johann Friedrich von Sachsen (1525–1554) das Klostergut verpachtete. Als Teil des einstigen Besitzes des säkularisierten Klosters Nimbschen bildete Höfgen zwischen 1550 und 1856 ein Amtsdorf des kurfürstlich-sächsischen bzw. königlich-sächsischen Schulamts Grimma, welches für die Verwaltung des Besitzes und der wirtschaftlichen Unterhaltung der Fürstenschule Grimma zuständig war. Das Schulamt Grimma wurde ab 1829 schrittweise mit dem Erbamt Grimma zusammengeführt. Bei den im 19. Jahrhundert im Königreich Sachsen durchgeführten Verwaltungsreformen wurden die Ämter aufgelöst. Dadurch kam Höfgen im Jahr 1856 unter die Verwaltung des Gerichtsamts Grimma und 1875 an die neu gegründete Amtshauptmannschaft Grimma.
Am 1. Oktober 1938 wurde Kaditzsch nach Höfgen eingemeindet. Durch die zweite Kreisreform in der DDR im Jahr 1952 wurde die Gemeinde Höfgen dem Kreis Grimma im Bezirk Leipzig angegliedert. Die Eingemeindung von Schkortitz mit seinem Ortsteil Naundorf erfolgte am 1. Juli 1973. Ab 1990 gehörte Höfgen mit seinen Ortsteilen zum sächsischen Landkreis Grimma, der 1994 im Muldentalkreis bzw. 2008 im Landkreis Leipzig aufging.
Seit der Eingemeindung der Gemeinde Höfgen nach Grimma am 1. Januar 1994 bildet Höfgen mit seinen Ortsteilen Kaditzsch, Schkortitz und Naundorf die Ortschaft Höfgen der Großen Kreisstadt Grimma.

### Entwicklung der Einwohnerzahl
| Jahr    | Einwohnerzahl                          |
| ------- | -------------------------------------- |
| 1548/51 | 7 besessene Mann, 17 Inwohner, 7 Hufen |
| 1764    | 7 besessene Mann, 2 Häusler, 7 Hufen   |
| 1834    | 76                                     |
| 1871    | 93                                     |

| Jahr   | Einwohnerzahl |
| ------ | ------------- |
| 1890   | 84            |
| 1910   | 71            |
| 1925   | 80            |
| 1939 1 | 324           |

| Jahr   | Einwohnerzahl |
| ------ | ------------- |
| 1946 1 | 443           |
| 1950 1 | 429           |
| 1964 1 | 325           |
| 1990 2 | 445           |

## Sehenswürdigkeiten
- Wehrkirche Höfgen
- Museum Wassermühle[10]: 1721 wurde die Wassermühle erstmals erwähnt. Heute ist sie  Museum und gleichzeitig eine technische Schauanlage. In der ersten Etage wurden die Wohnverhältnisse einer Müllerfamilie um 1900 nachgebildet.
- Schiffmühle auf der Mulde unterhalb des Ortes[11]: Die zu Beginn der 1990er Jahre wiederhergestellte Schiffmühle Höfgen dient heute der Versorgung der Wasseranlagen des Jutta-Parks.
- Jutta-Park mit Bismarckturm
- Gierseilfähre über die Mulde nach Nimbschen[12]: Die einzige Muldenfähre der Region befindet sich schon seit dem 13. Jahrhundert in Höfgen. Der Fährbetrieb existierte nachweisbar seit 1638. Der Fähre setzte die DEFA mit In der Strömung (1983) ein filmisches Denkmal. Das um 1800 erbaute Fährhaus wurde im Jahr 2001 umfassend saniert.
- Weg der Steine im Muldental, Wanderweg mit Steinskulpturen
- Denkmalschmiede Höfgen

## Sonstiges
Im Jahr 1983 wurde von der DEFA unter dem Titel In der Strömung ein Dokumentarfilm über die Fähre und die Fährfrau gedreht.